# Каср-е Асеф
Каср-е Асеф (перс. كسراصف) — село в Ірані, у дегестані Хенеджін, у Центральному бахші, шахрестані Коміджан остану Марказі. За даними перепису 2006 року, його населення становило 465 осіб, що проживали у складі 101 сім'ї.

## Клімат
Середня річна температура становить 12,60 °C, середня максимальна – 31,19 °C, а середня мінімальна – -10,21 °C. Середня річна кількість опадів – 265 мм.
| Клімат поселення                              | Клімат поселення | Клімат поселення | Клімат поселення | Клімат поселення | Клімат поселення | Клімат поселення | Клімат поселення | Клімат поселення | Клімат поселення | Клімат поселення | Клімат поселення | Клімат поселення | Клімат поселення |
| Показник                                      | Січ.             | Лют.             | Бер.             | Квіт.            | Трав.            | Черв.            | Лип.             | Серп.            | Вер.             | Жовт.            | Лист.            | Груд.            |                  |
| Середній максимум, °C                         | 7,65             | 9,64             | 14,86            | 21,45            | 25,82            | 30,84            | 31,19            | 30,22            | 26,24            | 20,71            | 13,78            | 7,85             |                  |
| Середня температура, °C                       | −1,3             | 0,70             | 5,94             | 12,53            | 16,90            | 21,92            | 25,29            | 24,32            | 20,34            | 14,80            | 7,86             | 1,95             |                  |
| Середній мінімум, °C                          | −10,21           | −8,23            | −2,99            | 3,60             | 7,96             | 12,99            | 19,37            | 18,42            | 14,42            | 8,90             | 1,97             | −3,95            |                  |
| Норма опадів, мм                              | 38               | 35               | 47               | 37               | 32               | 5                | 1                | 1                | 0                | 10               | 23               | 36               |                  |
| Середньомісячна швидкість вітру, м/с          | 1.96             | 2.14             | 2.94             | 3.05             | 2.69             | 2.53             | 2.70             | 2.44             | 2.21             | 2.20             | 1.90             | 1.37             |                  |
| Середньомісячна сонячна радіація, кДж/м²·день | 8691             | 11863            | 14489            | 18031            | 22095            | 26715            | 26040            | 23850            | 20547            | 14981            | 10757            | 8721             |                  |
| --------------------------------------------- | ---------------- | ---------------- | ---------------- | ---------------- | ---------------- | ---------------- | ---------------- | ---------------- | ---------------- | ---------------- | ---------------- | ---------------- | ---------------- |
| Джерело:                                      |                  |                  |                  |                  |                  |                  |                  |                  |                  |                  |                  |                  |                  |